# Magyar Nemzeti Levéltár Borsod-Abaúj-Zemplén Vármegyei Levéltára
A Magyar Nemzeti Levéltár Borsod-Abaúj-Zemplén Vármegyei Levéltára (2022-ig Magyar Nemzeti Levéltár Borsod-Abaúj-Zemplén Megyei Levéltára, 1968−2012 között Borsod-Abaúj-Zemplén Megyei Levéltár) a Magyar Nemzeti Levéltár Borsod-Abaúj-Zemplén vármegyei tagintézménye, melynek központja 1984 óta működik mai helyén, az egykori miskolci Pénzügyi palotába (Miskolc, Fazekas utca 2.). A megyei levéltáron kívül hozzá tartozik az alsózsolcai és a sátoraljaújhelyi fióklevéltár is. A gyűjtemény súlyponti részét Borsod, Abaúj és Abaúj-Torna, valamint Zemplén vármegye törvényhatóságának iratanyagai, és Miskolc törvényhatósági jogú város korábban önálló levéltári anyaga képezik.

## Története a 20. század közepéig
A levéltár működésének kezdetét Miskolc, illetve Borsod vármegye közgyűlési jegyzőkönyveinek őrzésétől lehet számítani. Miskolc jegyzőkönyvei 1569-ben indultak, de már a 14. századból ismertek olyan oklevelek, amelyeket a város főbírája adott ki. Egyre gyakoribbakká váltak a lakosság ügyeivel kapcsolatos iratok is. Miskolc levéltárának első leltára 1683. május 1-jei dátummal maradt fenn. Ebből kiderül, hogy az iratokat tematikus rendben csoportosították, és hogy az iratanyagon kívül egyéb dolgokat is őriztek a levéltárban: régi pénzeket, zászlókat. A legérdekesebb az, hogy az iratvédelemről úgy gondoskodtak, hogy a legfontosabbakat komló között tárolták. A második leltári jegyzőkönyv dátuma 1714. február 27., amikor Miskolc már 15 000 forintért megváltotta magát a diósgyőri koronauradalmi függőség alól (igaz, csak néhány évtizedre). Ezzel összefüggésben az iratok száma erősen megnövekedett, és már csak három vasládában fértek el (egy zöldben, egy veresfiókosban és egy pártázatlanban). A tartalmilag összefüggő iratokat egy kötegben helyezték el, és a leltár 39 pontban fel is sorolja ezeket. A levéltári ládákat a városházán őrizték, csak akkor vitték más helyre (például az avasi templomba), ha valamilyen veszélynek voltak kitéve.
Az iratanyag közben annyira felduzzadt, hogy kezelésére a város 1790. december 31-ei tanácsülésén bizottságot rendelt ki. A bizottság nem működhetett túl hatékonyan, ezért 1793-ban Szrogh Sámuel ügyvédet kérték fel (100 arany tiszteletdíjért) a levéltári anyag rendezésére. Szrogh két évig munkálkodott, és ez alatt rendbe rakta az 1792 előtti, mintegy 8000 iratot, a tárgy szerint harminc speciesre (sorozatra) osztotta. Szrogh Sámuel után Vadnay Károly hivatalnokot bízta meg a város az iratanyag további kezelésével, illetve a mutatók elkészítésével, de a munkát végül Zsóry Gedeon ügyvéd végezte el. Az ezt követő években lényeges munka nem folyt az iratrendezés ügyében, bár a város még 1800-ban új iratkezelési és levéltári rendet vezetett be. Az ülés elé kerülő ügyek sorszámot kaptak, és ez alapján kerültek a levéltárba.
Kun Miklós, aki 1841-ben Miskolc város főbírája lett, a város történetének a megírására készült, és munkájához a levéltár anyagát kívánta felhasználni. A levéltárat azonban akkor meglehetősen rossz állapotban találta. Elhanyagolt, nyirkos környezetben, penészes, romló állagú iratokat talált, végül a levéltárat saját költségén hozta elfogadható állapotba. Kun Miklós Miskolcz' múltja 's jelenje tekintettel jövőjére című munkája 1842-re készült el.
1860-ban Martinyi Ágost levéltárnok (tulajdonképpen a levéltár ügyeivel is foglalkozó írnok) kigyűjtötte és beköttette a történeti fontosságú iratokat. Három ilyen kötet készült el: az első kettőbe főleg a város szempontjából fontos adománylevelek kerültek, a harmadikba a XXVII. species (török levelek). Fontos megemlíteni, hogy Martinyi az anyag egy részét át is másolta. 1871-ben Miskolc városi levéltárnokot alkalmazott Vadnay Pál személyében, majd 1887-ben megszüntette a státuszt, a feladatát az aljegyző vette át.
Miskolc 1909. január 1-jén törvényhatósági jogot elnyert városának első levéltárosa Nyíri Dániel lett. Jogot végzett, de 1906-ban megszerezte a levéltárosi képesítést is. Mellette még egy hivatalsegéd dolgozott, és ez a felállás lényegében 1950-ig nem változott. Nyíri fontos feladatának tekintette a történeti fontosságú anyag megmentését, megőrzését. 1911-ben a diósgyőri koronauradalom bedarálásra ítélt iratait mentette meg, és rendszerezve átadta a múzeumnak. Ez az anyag az 1950-es években került át az akkor már Miskolci Állami Levéltár nevet viselő intézménybe. Nyíri Dániel az egyik első levéltáros volt, aki felismerte, hogy a levéltárnak mekkora közművelődési jelentősége van, publikált, előadásokat tartott, tudományos folyóiratot indított.
A Borsod vármegyei közgyűléseket 1579-ig Miskolcon tartották (1659-től egy ideig több helyen, alkalmilag Ónodon és Szendrőn), s irataikat külön kezelték. Az első ismert közgyűlési jegyzőkönyv 1578. március 23-áról ismert, de feltehetően készült korábban is ilyen. Az iratokat a vármegye ládájában őrizték, amit az alispán, illetve a jegyző gondjára bíztak. A levéltári anyag ügyviteli jelentősége lassan megnőtt, gyakran volt szükség ügyek visszakeresésére egy aktuális ügy, per miatt. Ez a visszakeresés azonban az indexelés hiánya miatt igen nehézkes volt, ezért a vármegye a 18. század elején a legfontosabb bejegyzésekről kivonatokat (index), ehhez a kötethez pedig mutatót (index indicis) készíttetett. A század második felében tovább finomították a rendszert, két nagy iratsorozatot hoztak létre: a közigazgatási típusú iratok sorozatát (Acta politica), illetve a jogbiztosító típusú iratok sorozatát (Acta judicialia). Amikor 1727-re felépült Miskolcon a megyeháza elődépülete, a közgyűléseket is ebben az épületben tartották, és itt helyezték el a megyei levéltárat is. Az anyag kezelése a jegyző feladata volt, akinek a munkáját 1717-től írnok segítette. 1834-ben Novák István, leleszi nyugalmazott jegyző végezte el a fontosabb és már nehezen olvasható anyagok másolását.
Zemplén vármegye levéltárának legrégibb őrzőhelye Csicsva vára volt, ám egy 1527-es tűzvészben elpusztult a teljes iratanyag. Az ez utáni iratokat a mindenkori alispán, illetve a megyei jegyző házában tárolták, de a csicsvai várban is 1713-ig. Amikor Sátoraljaújhelyen 1770-re felépült Zemplén vármegye székháza, az összegyűlt iratanyagot ott helyezték el két teremben, szekrényes, fiókos, polcos bútorokban. Manapság már 15 raktári szobában őrzik Zemplén vármegye iratait.
A levéltár kezelésébe kerültek Abaúj-Torna vármegye levéltárából 19. századi és 20. századi (1919–1938, 1945–1950) iratok (töredékben), továbbá járási és községi közigazgatási iratok. A feudális, az 1919 előtti polgári közigazgatási, valamint 1938–1944/1945 közötti iratokat a Kassai Állami Levéltár őrzi.

## A levéltár 1950 után
A Borsod, Abaúj-Torna, valamint Zemplén vármegye és Miskolc levéltárait 1950-ben összevonták, ami egybeesett a három megye egyesítésével, illetve az állami levéltárak területi szervezetének kialakításával. Az új intézmény 1952-ben felvette a Miskolci Állami Levéltár nevet, és a sátoraljaújhelyi levéltár is ennek része volt. Ezt követően a szervezeti változások gyakran követték egymást. 1960-ban a sátoraljaújhelyi levéltár kivált a szervezetből, és Kazinczy Ferenc Állami Levéltár néven önállósodott, hogy 1968-ban – a területi levéltárak tanácsi kezelésbe kerülésével – ismét visszakerüljön a megyei rendszerbe. A levéltár 1984-ig a megyeházán működött, innen költözött a „szomszédba”, az egykori Pénzügyi palota épületébe, annak magasföldszintjére. Azóta is ott van a levéltár igazgatósága és a törzsgyűjtemények. A levéltári komplexum neve 1986 után lett Borsod-Abaúj-Zemplén Megyei Levéltár. 1985-ben Mezőcsáton is nyílt egy fióklevéltár, 1993-tól pedig Miskolcon működött egy Baross Gábor utcai részleg is, de amikor 2008-ban létrehozták az Alsózsolcai Fióklevéltárat, megszűnt ez is és a mezőcsáti is.
A gyűjtemény legrégebbi része a mohácsi csata előtt keletkezett 150 oklevél (ebből 78 Borsod vármegye, 39 Zemplén vármegye, 33 Miskolc levéltárának a része). Ezek közül is a legrégebbi a Borsod és Zemplén vármegye levéltárához tartozó 1272. és 1270. évi két eredeti oklevél. Az iratanyag 16. századi jegyzőkönyvekkel kezdődik, Borsod vármegyéé az 1578-as, Zempléné az 1558-as, Miskolcé az 1569 évektől. Miskolc és Borsod vármegye levéltára, a községi, iskolai, egyesületi stb. fondok (fond=vegyes terjedelmű levéltári egység), valamint Abaúj és Abaúj-Torna vármegye levéltárának töredéke az intézmény miskolci központjában található, Zemplén vármegye levéltárának és az 1950 utáni zempléni megyerészre vonatkozó fondok a Sátoraljaújhelyi Fióklevéltárban lelhetők fel. Az anyakönyvi másodpéldányok, az 1950 utáni tanácsi iratanyag, a jogszolgáltatási, gazdasági szervek iratai, valamint az MSZMP archívuma az intézmény Alsózsolcai Fióklevéltárában vannak elhelyezve. Történelmi sajátosság, hogy Abaúj és Abaúj-Torna vármegye levéltári anyagának jelentős részét a Kassai Területi Levéltárban őrzik.
1968 után újabb típusú gyűjtemények is létrejöttek a levéltárban, mint például a helytörténeti aprónyomtatványok, vagy a mikrofilmtár. Az 1980-as évek elején képzett munkatársakkal könyvkötő és papírrestaurátor műhely nyílt az intézményben, és munkájuk révén az állomány jelentős része már restaurált iratokból, minőségi kötetekből áll. 2000 után tovább bővült az eszköztár, bevezették a számítástechnikát a levéltári gyakorlatba, az iratanyag digitalizálásába, a nyilvántartásba, az ügyfélszolgálatba stb. A levéltár közönség felé nyitottságát jelzi, hogy a sátoraljaújhelyi részlegben időszaki kiállításokat rendeznek, Miskolcon levéltári órákat tartanak iskolai osztályoknak. Mindeközben természetesen folyik a régi iratanyaggal kapcsolatos tervszerű munka, valamint az újonnan keletkező iratok feldolgozása, kezelése is, a források kiadványok, forrásközlések, publikációk formájában való közzététele. A levéltárban tárolt iratanyag mennyisége 2014-ben elérte a 12 000 iratfolyómétert, amivel az egyik legnagyobb vidéki gyűjteménynek számít.

## Kiadványai
A Borsod-Abaúj-Zemplén Megyei Levéltár kiadványai (1971-től):
- Borsod-Abaúj-Zemplén Megye Levéltári Évkönyvei (1977-től)
- Borsod-Abaúj-Zemplén megyei Levéltári Füzetek (1971-től)
- Miskolc írásban és képekben 1–10. (1994–2003)
- Miskolc története 1–5. (1996–2007)
- Acta Archivistica (1996-tól)
- Tanulmányok Diósgyőr történetéhez (1997–2007)
- Sorozaton kívüli könyvek, kiadványok (1988-tól)

## Intézményei
A Borsod-Abaúj-Zemplén Vármegyei Levéltár intézményei:
- Magyar Nemzeti Levéltár Borsod-Abaúj-Zemplén Vármegyei Levéltára. 3525 Miskolc, Fazekas utca 2.
- Magyar Nemzeti Levéltár Borsod-Abaúj-Zemplén Vármegyei Levéltára Alsózsolcai Fióklevéltár. 3571 Alsózsolca, Kossuth utca 149.
- Magyar Nemzeti Levéltár Borsod-Abaúj-Zemplén Vármegyei Levéltára Sátoraljaújhelyi Fióklevéltár. 3980 Sátoraljaújhely, Kossuth tér 5.